# Melodi Grand Prix
Melodi Grand Prix (abreviado MGP) é a final nacional norueguesa da canção para escolher o tema que representará o país no Festival Eurovisão da Canção.

## Canções que venceram o Melodi Gran Prix
| Ano  | Canção                             | Artista(s)                                  | Letrista                              | Compositor(es))                                        | Pontos | Posição final |
| ---- | ---------------------------------- | ------------------------------------------- | ------------------------------------- | ------------------------------------------------------ | ------ | ------------- |
| 1960 | "Voi-voi"                          | Nora Brockstedt                             | Georg Elgaaen                         | Georg Elgaaen                                          | 11     | 4             |
| 1961 | "Sommer i Palma"                   | Nora Brockstedt                             | Egil Hansen                           | Jan Wølner                                             | 10     | 7             |
| 1962 | "Kom sol, kom regn"                | Inger Jacobsen                              | Ivar Jacobsen                         | Kjell Karlsen                                          | 2      | 10            |
| 1963 | "Solhverv"                         | Anita Thallaug                              | Dag Kristoffersen                     | Dag Kristoffersen                                      | 0      | 13            |
| 1964 | "Spiral"                           | Arne Bendiksen                              | Egil Hansen                           | Sigurd Jansen                                          | 6      | 8             |
| 1966 | "Intet er nytt under solen"        | Åse Kleveland                               | Arne Bendiksen                        | Arne Bendiksen                                         | 15     | 3             |
| 1967 | "Dukkemann"                        | Kirsti Sparboe                              | Ola B Johannessen                     | Tor Hultin                                             | 2      | 14            |
| 1968 | "Stress"                           | Odd Børre                                   | Ola B Johannessen                     | Tor Hultin                                             | 2      | 13            |
| 1969 | "Oj, oj, oj, så glad jeg skal bli" | Kirsti Sparboe                              | Arne Bendiksen                        | Arne Bendiksen                                         | 1      | 16            |
| 1971 | "Lykken er..."                     | Hanne Krogh                                 | Arne Bendiksen                        | Arne Bendiksen                                         | 65     | 17            |
| 1972 | "Småting"                          | Grethe Kausland & Benny Borg                | Kåre Grøttum & Ivar Børsum            | Kåre Grøttum & Ivar Børsum                             | 73     | 14            |
| 1973 | "Å, for et spill"                  | Bendik Singers                              | Arne Bendiksen                        | Arne Bendiksen                                         | 89     | 7             |
| 1974 | "Hvor er du?"                      | Anne Karine Strøm & Bendik Singers          | Philip Kruse                          | Frode Thingnæs                                         | 3      | 14            |
| 1975 | "Det skulle ha vært sommer nå"     | Ellen Nikolaysen                            | Svein Hundsnes                        | Svein Hundsnes                                         | 11     | 18            |
| 1976 | "Mata Hari"                        | Anne-Karine Strøm                           | Philip Kruse                          | Frode Thingnæs                                         | 7      | 18            |
| 1977 | "Casanova"                         | Anita Skorgan                               | Dag Nordtømme                         | Svein Strugstad                                        | 18     | 15            |
| 1978 | "Mil etter mil"                    | Jahn Teigen                                 | Kai Eide                              | Kai Eide                                               | 0      | 20            |
| 1979 | "Oliver"                           | Anita Skorgan                               | Phillip Kruse                         | Anita Skorgan                                          | 57     | 11            |
| 1980 | "Samiid ædnan"                     | Sverre Kjelsberg & Mattis Hætta             | Ragnar Olsen                          | Sverre Kjelsberg                                       | 15     | 16            |
| 1981 | "Aldri i livet"                    | Finn Kalvik                                 | Finn Kalvik                           | Finn Kalvik                                            | 0      | 20            |
| 1982 | "Adieu"                            | Jahn Teigen & Anita Skorgan                 | Herodes Falsk                         | Jahn Teigen                                            | 40     | 12            |
| 1983 | "Do-re-mi"                         | Jahn Teigen                                 | Herodes Falsk & Jahn Teigen           | Anita Skorgan & Jahn Teigen                            | 53     | 9             |
| 1984 | "Lenge leve livet"                 | Dollie de Luxe                              | Benedicte Adrian & Ingrid Bjørnov     | Benedicte Adrian & Ingrid Bjørnov                      | 29     | 17            |
| 1985 | "La det swinge"                    | Bobbysocks                                  | Rolf Løvland                          | Rolf Løvland                                           | 123    | 1             |
| 1986 | "Romeo"                            | Ketil Stokkan                               | Ketil Stokkan                         | Ketil Stokkan                                          | 44     | 12            |
| 1987 | "Mitt liv"                         | Kate Guldbrandsen                           | Rolf Løvland & Hanne Krogh            | Rolf Løvland                                           | 65     | 9             |
| 1988 | "For vår jord"                     | Karoline Krüger                             | Erik Hillestad                        | Anita Skorgan                                          | 88     | 5             |
| 1989 | "Venners nærhet"                   | Britt Synnøve Johansen                      | Leiv Grøtte                           | Inge Enoksen                                           | 30     | 17            |
| 1990 | "Brandenburger Tor"                | Ketil Stokkan                               | Ketil Stokkan                         | Ketil Stokkan                                          | 8      | 21            |
| 1991 | "Mrs Thompson"                     | Just 4 Fun                                  | P G Røness & Kaare Skevik Jr          | Dag Kolsrud                                            | 14     | 17            |
| 1992 | "Visjoner"                         | Merethe Trøan                               | Eva Jansen                            | Robert Morley                                          | 23     | 18            |
| 1993 | "Alle mine tankar"                 | Silje Vige                                  | Bjørn Erik Vige                       | Bjørn Erik Vige                                        | 120    | 5             |
| 1994 | "Duett"                            | Elisabeth Andreassen & Jan Werner Danielsen | Hans Olav Mørk                        | Rolf Løvland                                           | 76     | 6             |
| 1995 | "Nocturne"                         | Secret Garden                               | Rolf Løvland & Petter Skavlan         | Rolf Løvland & Petter Skavlan                          | 148    | 1             |
| 1996 | "I evighet"                        | Elisabeth Andreassen                        | Torhild Nigar                         | Torhild Nigar                                          | 114    | 2             |
| 1997 | "San Francisco"                    | Tor Endresen                                | Tor Endresen                          | Tor Endresen & Arne Myksvol                            | 0      | 24            |
| 1998 | "Alltid sommer"                    | Lars A. Fredriksen                          | Linda Andernach Johannesen            | David Eriksen                                          | 79     | 8             |
| 1999 | "Living My Life Without You"       | Stig van Eijk                               | Stig van Eijk                         | Stig van Eijk                                          | 35     | 14            |
| 2000 | "My Heart Goes Boom"               | Charmed                                     | Tore Madsen                           | Morten Henriksen                                       | 57     | 11            |
| 2001 | "On My Own"                        | Haldor Lægreid                              | Antonsen, Hanssen & Olsen             | Antonsen, Hanssen & Olsen                              | 3      | 22            |
| 2003 | "I'm Not Afraid To Move On"        | Jostein Hasselgård                          | Arve Furset                           | Arve Furset                                            | 123    | 4             |
| 2004 | "High"                             | Knut Anders Sørum                           | Dan Attlerud                          | Thomas Thörnholm & Lars Andersson                      | 3      | 24            |
| 2005 | "In My Dreams"                     | Wig Wam                                     | Teeny                                 | Teeny                                                  | 125    | 9             |
| 2006 | "Alvedansen"                       | Christine Guldbrandsen                      | Kjetil Fluge & Christine Guldbrandsen | Kjetil Fluge, Atle Halstensen & Christine Guldbrandsen | 36     | 14            |
| 2007 | "Ven a bailar conmigo"             | Guri Schanke                                | Thomas G:son                          | Thomas G:son                                           | (48)   | 32 (18 in SF) |
| 2008 | "Hold On Be Strong"                | Maria Haukaas Storeng                       | Mira Craig                            | Mira Craig                                             | 182    | 5             |

Explicação das cores: Amarelo = Vitória | Verde = Boa classificaçãoº | Azul = Classificação média | Violeta = Má posição | Vermelho = Último lugar
Vez o Melodi Grand Prix World 2015
Predefinição:Selecções Nacionais para o Festival Eurovisão da Canção por país